# Antonia Brico
Antonia Louisa Brico (ur. 26 czerwca 1902 w Rotterdamie, zm. 3 sierpnia 1989 w Denver) – urodzona w Holandii, amerykańska dyrygentka i pianistka.

## Życiorys
Antonia Brico urodziła się w Rotterdamie 26 czerwca 1902 roku. Adoptowana jako dziecko, w 1908 roku wyemigrowała wraz z przybraną rodziną do Stanów Zjednoczonych. Wychowywała się w Kalifornii. W 1923 roku ukończyła studia na Uniwersytecie Kalifornijskim w Berkeley. Studiowała grę na fortepianie, m.in. u Zygmunta Stojowskiego. W latach 1927–1929 kontynuowała studia w Hochschule der Künste w Berlinie. Następnie kontynuowała naukę u Karla Mucka.
Zadebiutowała jako dyrygentka w Berlinie w lutym 1930 roku, dyrygując Berliner Philharmoniker. Ten występ, a także kolejne z Los Angeles Symphony, San Francisco Symphony i Philharmonisches Staatsorchester Hamburg spotkały się z dużym uznaniem krytyki. W 1933 roku zadebiutowała przed publicznością nowojorską. W 1934 roku została dyrygentką Women’s Symphony Orchestra. od stycznia 1939 roku występowała z Brico Symphony Orchestra. W 1946 roku występowała także jako pianistka w Europie. Na zaproszenie Jeana Sibeliusa wystąpiła z Helsingin kaupunginorkesteri. Do 1985 roku występowała z Denver Philharmonic Orchestra. W 1974 roku powstał film dokumentalny o życiu Antonii Brico, zrealizowany przez Jilla Godmilowa Antonia: A Portrait of the Woman. Artystka zmarła w Denver 3 sierpnia 1989 roku.

## Konotacje w kulturze
W 2018 roku powstał holendersko-belgijski film fabularny w oparciu o biografię Antonii Brico pt. De dirigent w reżyserii Marii Peters. 